# Fletschhornbiwak
Das Fletschhornbiwak (Bivuaco Piero de Zen) ist eine unbewirtschaftete Biwakschachtel der Ortsgruppe Brig der Sektion Monte Rosa des Schweizer Alpen-Clubs. Sie liegt auf dem Ostgrat der Senggkuppe, nördlich des Gipfels des Fletschhorns.

## Geschichte
Das Fletschhornbiwak wurde 1998/99 auf 3014 m gebaut und im September 1999 eröffnet. Das Biwak liegt  zwischen Griessernugletscher und Rossbodengletscher am Nordostfuss der Senggchuppa mit Sicht in die Nordwand des Fletschhorns. 
Es wird auf der Landeskarte als «Bivacco de Zen (Fletschhornbiwak)» bezeichnet. Das Biwak ist nach Piero de Zen benannt, einem Bergsteiger aus Oleggio und wurde von der Familie de Zen gestiftet.

## Zustieg
- von Egga bei Simplon-Dorf ca. 1500 hm.[2]

## Nachbarhütten
- Fletschhornhütte

## Touren
- Fletschhorn Nordwand 3993 m
- Breitlaubgrat
- Senggkuppe
- Rossbodenpass
- Gamserkopf
- Böshorn

## Karten
- Landeskarte Schweiz LK25 1309 Simplon (1:25.000)[3]